# Рихнов над Кнежноу (окръг)
Окръг Рихнов над Кнежноу (на чешки: Okres Rychnov nad Kněžnou) е един от 5-те окръга на Краловохрадецкия край на Чехия. Административен център е едноименният град Рихнов над Кнежноу. Площта на окръга е 981,78 km2, а населението – 79 086 жители. В окръга има 80 населени места, от които 9 града и 2 места без право на самоуправление.

## Градове
| Град                       | Население |
| -------------------------- | --------- |
| Рихнов над Кнежноу         | 11 823    |
| Добрушка                   | 7809      |
| Тинище над Орлици          | 6234      |
| Костелец над Орлици        | 6220      |
| Вамберк                    | 4761      |
| Опочно                     | 3224      |
| Рокитнице в Орлицких Хорах | 2378      |
| Солнице                    | 2326      |
| Борохрадек                 | 2130      |